# Japoniska språk

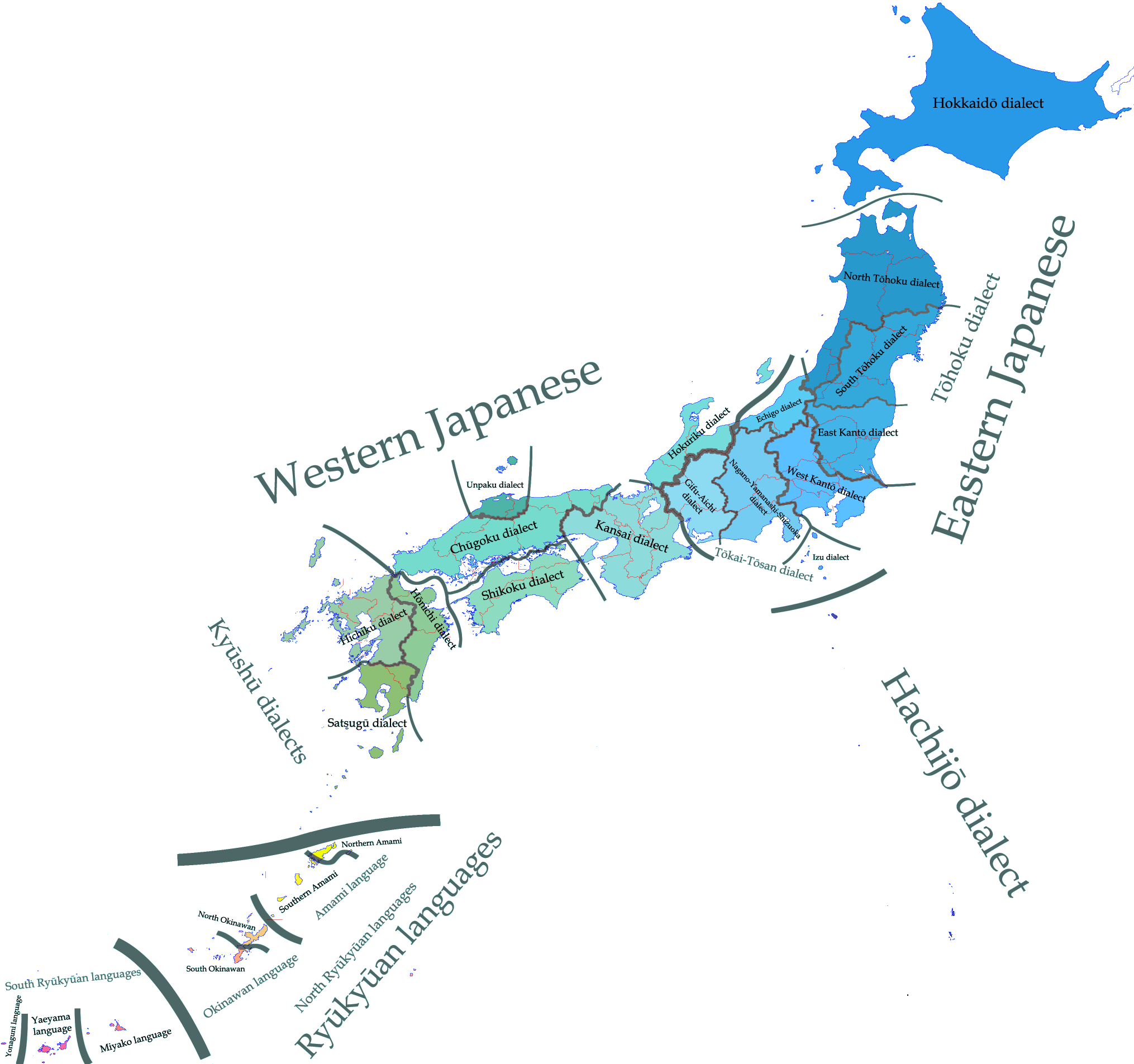
Japanska dialekter idag.

Japoniska språk är en språkfamilj. Språken som ingår i den talas nästan exklusivt i Japan samt med Ryukyuöarna. Protospråket till språkfamiljen anses vara urjapanska, och dess förhållande till andra av världens protospråk och språkfamiljer är oklart.
Språkfamiljen består av femton olika språk som delas i tre undergrupper:
- Hachijo
- Japonesiska språk
  - Japanska
  - Yilankreol
  - Klassisk japanska
- Ryukyuspråk
  - Nordliga
    - Amamispråk
      - Kikai
      - Yoron
      - Oki-no-erabu
      - Toku-no-shima
      - Nordlig Amami-Oshima

    - Okinawaspråk
      - Central okinawianska
      - Kunigami

  - Sydliga
    - Yaeyama
    - Yonaguni
    - Miyako